# Dryops gracilis
Dryops gracilis é uma espécie de insetos coleópteros polífagos pertencente à família Dryopidae.
A autoridade científica da espécie é Karsch, tendo sido descrita no ano de 1881.
Trata-se de uma espécie presente no território português.